# Cycnia
Cycnia is een geslacht van vlinders van de familie spinneruilen (Erebidae), uit de onderfamilie Arctiinae.

## Soorten
- C. inopinatus Edwards, 1882
- C. niveola Strand, 1919
- C. oregonensis Stretch, 1874
- C. pudens Edwards, 1882
- C. tenera Hübner, 1818